# Det Krigsvidenskabelige Selskab
Det Krigsvidenskabelige Selskab er en dansk forening oprettet i 1871 med det formål at fremme militær videnskabelighed i Danmark gennem foredragsaktivitet, udarbejdelse af afhandlinger og gennem diskussioner.
Initiativtager til selskabet var den senere generalløjtnant og krigsminister J.J. Bahnson. Andre medstiftere var den senere generalmajor Henrich Haxthausen, senere viceadmiral, krigs- og marineminister N.F. Ravn og senere generalmajor og landstingsmand E.C.L. Koefoed. I begyndelsen var selskabet kun åbent for officerer i Forsvaret, men optager nu også andre personer med kendskab til og interesse for sikkerhedspolitik. Selskabet udgav Militært Tidsskrift.
Tidsskriftet Militært Tidsskrift og hjemmesiden www.krigsvidenskab.dk
Udgivelsen af tidsskriftet Militært Tidsskrift var igennem mange år en del af Det Krigsvidenskabelige Selskabs hovedaktivitet. Men stigende trykke- og forsendelsesomkostninger i tiltagende grad havde belastet økonomien. Det betød, at selskabet i 2012 besluttede sig for at gennemføre en grundlæggende omlægning af virksomheden gennem oprettelsen af webportalen www.krigsvidenskab.dk - en hypermoderne og meget avanceret digital platform, der blev udviklet i samarbejde med web-design firmaet Adapt Agency. I 2019 besluttede selskabet at udvikle en ny platform sammen med web-design firmaet ALOWEB.dk. Arkiveret 28. september 2020 hos  Wayback Machine
HKH Henrik, Prinsgemalen var protektor for selskabet, indtil sin død i 2018. Herefter overtog HM Dronning Margrethe d. 2, rollen som fungerende protektor for selskabet.

## Formænd
Denne liste er ufuldstændig; hjælp gerne med at udfylde den.
- 1871-1872 J.J. Bahnson
- 1872-1876 Peter Christian Bianco Boeck
- 1876-1886 J.P. Købke
- 1886-1897 J. Fritz Hegermann-Lindencrone
- 1897-1904 E.J. Sommerfeldt
- 1904-februar 1907 Peder Nieuwenhuis
- februar 1907-1907 A. Thortsen (fung.)
- 1907-september 1908 Valdemar Raabye
- september 1908-oktober 1908 B.P. Berthelsen (fung.)
- 1908-1911 Vilhelm Gørtz
- 1911-1914 Ellis Wolff
- 1914-1921 Peter Frederik Møller
- 1921-1922 O. Møller
- 1922-1923 P. Pagh Hansen (fung.)
- 1923-1926 Torben Grut
- 1926-1928 E. Koefoed
- 1928-1932 H. Rørdam
- 1932-1936 William Wain Prior
- 1936-1937 C.O.R. Larssen
- 1937-1941 F.O. Jørgensen
- 1941-1945 Hans Aage Rolsted
- 1945-1951 Valdemar Bjerregaard
- 1951-1954 Frode Lund Hvalkof
- 1954-1957 Villi Lund Hvalkof
- 1957-1963 Erik Kragh
- 1963-1966 M.N.M.P. Amtrup
- 1966-1975 Mogens Rosenløv
- 1975-1978 Otto Katharus Lind
- 1978-1984 Niels-Aage Rye-Andersen
- 1984-1988 O.R.H. Jensen
- 1988-1990 Jørgen Christian Essemann
- 1990-1993 K.G.H. Hillingsø
- 1993-1996 Ove Høegh-Guldberg Hoff
- 1996-2000 Jan Scharling
- 2000-2006 Karsten Møller
- 2006-2009 Per Ludvigsen
- 2009-2011 Carsten Svensson
- 2011-2018 Nils Christian Wang
- 2018-nu Henrik Ryberg

Oberst Hachel fra Lise Nørgaards tv-serie Matador dør af et hjerteanfald under sit sygehusophold, da han i avisen læser nyheden om, at hans ærkefjende general Prior er blevet chef for hæren i 1939. Arkiveret 18. november 2020 hos  Wayback Machine